# Nadeschda Andrejewna Obuchowa

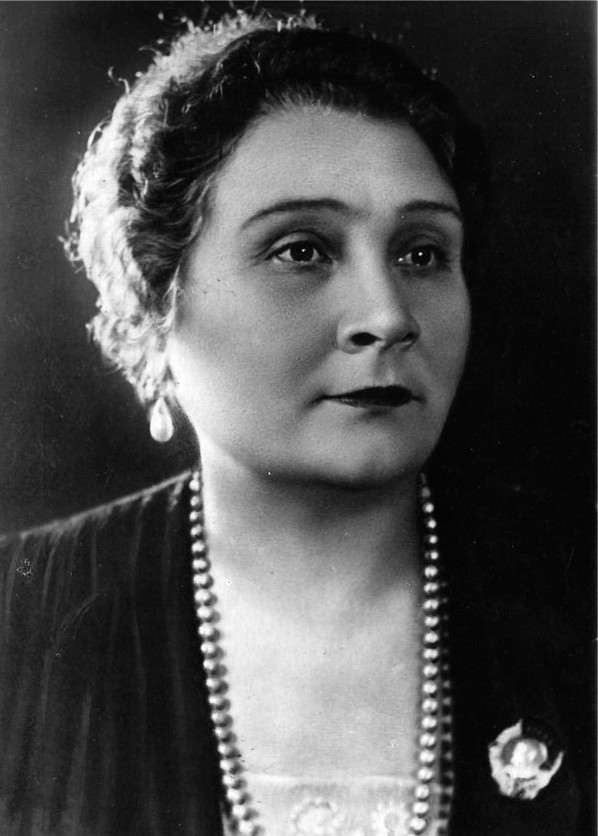
Nadeschda Andrejewna Obuchowa, 1916

Nadeschda Andrejewna Obuchowa (russisch Надежда Андреевна Обухова; * 22. Februarjul. / 6. März 1886greg. in Moskau; † 14. August 1961 in Feodossija) war eine russisch-sowjetische Opernsängerin (Mezzosopran).

## Leben
Nadeschda Obuchowa stammte aus einer wohlhabenden Adelsfamilie. Sie war die Großnichte des Dichters Jewgeni Abramowitsch Baratynski und Cousine des Komponisten Nikolai Borissowitsch Obuchow. Sie wuchs in Chworostjanka bei Dobrinka (Lipezk) auf dem Landsitz ihres Großvaters Andrian Semjonowitsch Masaraki auf, der sich als Musiker und Mäzen betätigte.
Nadeschda Obuchowa studierte am Moskauer Konservatorium Gesang in der Klasse Umberto Masettis. Nach dem Studiumabschluss 1912 trat sie als Konzertsängerin auf. 1916 debütierte sie als Polina in Tschaikowskis Pique Dame. Bald wurde sie Solistin am Moskauer Bolschoi-Theater, an dem sie bis 1943 blieb. 1922 beteiligte sie sich am ersten Hörfunkkonzert der Sowjetunion mit der Arie der Polina aus Pique Dame. Sie übernahm Partien vom Kontra-Alt bis zu hohem Mezzosopran. Sie füllte ihre Rollen mit einzigartigem Charme aus. Zu den Opern mit ihr gehörten Carmen, Samson et Dalila, Rimski-Korsakows Die Zarenbraut, Sadko und Schneeflöckchen, Der Ring des Nibelungen (als Fricka), Emilio Arrietas Marina und Die Liebe zu den drei Orangen. Bühnenpartner waren insbesondere Pjotr Slowzow, Leonid Sobinow und Wassili Petrow. Die Zarenbraut mit ihr, Antonina Neschdanowa und Wassili Petrow war auch die erste Hörfunkübertragung aus dem Bolschoi-Theater. Einen großen Raum nahmen ihre Konzerte ein, wobei ihr Repertoire mehr als 300 Romanzen und Lieder umfasste.
Während des Deutsch-Sowjetischen Krieges blieb Obuchowa in Moskau und trat weiter auf einschließlich Hörfunkübertragungen. Ihr letztes Konzert gab sie im Juni 1961 auf der Krim.
Obuchowas Grab befindet sich auf dem Moskauer Nowodewitschi-Friedhof. Der Asteroid (9914) Obukhova ist nach ihr benannt ebenso wie ein Venuskrater.

## Ehrungen
- Verdiente Künstlerin der RSFSR (1928)
- Volkskünstler der RSFSR (1933)
- Leninorden (1937)
- Volkskünstler der UdSSR (1937)
- Stalinpreis I. Klasse (1943)[2]
- Medaille „Für heldenmütige Arbeit im Großen Vaterländischen Krieg 1941–1945“
- Orden des Roten Banners der Arbeit (1951, 1961)